# Schwazi járás
A Schwazi járás, kerület (németül Bezirk Schwaz) Ausztria Tirol tartományának része. Központja Schwaz.

## Fekvése
Északon Bajorország (Németország), keleten a Kufsteini járás, a Kitzbüheli járás és Salzburg tartomány, délről Dél-Tirol (Olaszország), nyugaton Innsbrucki járás határolja.

## Földrajza
A járás az Alpok hegyvonulatai között fekszik, legjelentősebb völgyei, az Inn völgye, a  Zillertal-völgy, a Tuxertal-völgy, az Achental-völgy, ahol az Achensee-tó fekszik. A legjelentősebb hegyvonulatok a Zillertal Alpok, a Kitzbüheli Alpok, a Karwendel és a Rofan.

## Közigazgatási beosztás

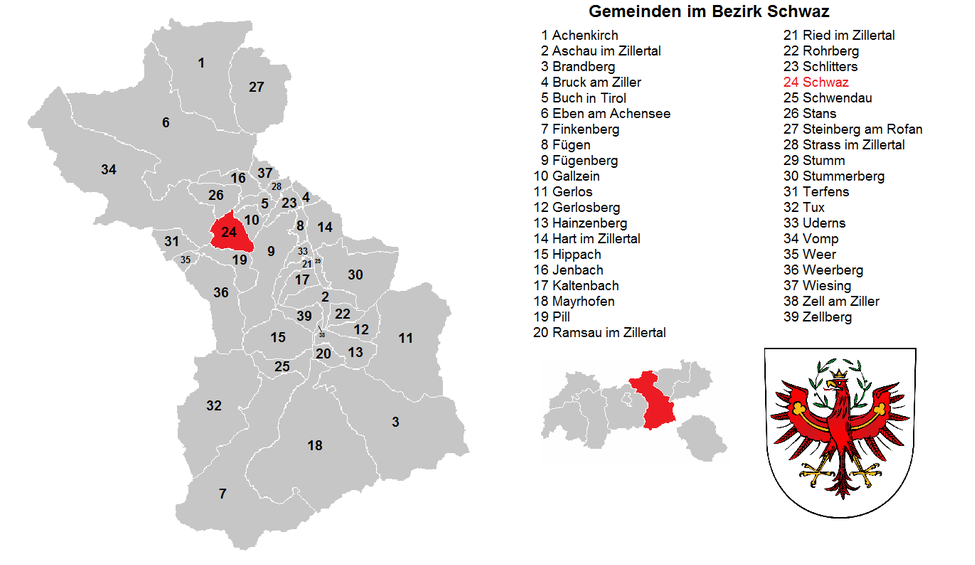
Schwaz járás községei

A járás 39 önkormányzatra oszlik, amelyek a következők:
| Város (Stadt): - Schwaz Mezővárosok (Marktgemeinde): - Jenbach - Mayrhofen - Vomp - Zell am Ziller Községek (Gemeninde): - Achenkirch - Aschau im Zillertal - Brandberg - Bruck am Ziller - Buch in Tirol - Eben am Achensee - Finkenberg - Fügen - Fügenberg - Gallzein - Gerlos - Gerlosberg |  | - Hainzenberg - Hart im Zillertal - Hippach - Kaltenbach - Pill - Ramsau im Zillertal - Ried im Zillertal - Rohrberg - Schlitters - Schwendau - Stans - Steinberg am Rofan - Strass im Zillertal - Stumm - Stummerberg - Terfens - Tux - Uderns - Weer - Weerberg - Wiesing - Zellberg |